# مخفي (فلم)
مخفي (بالإنجليزية: Hidden) هو فيلم إثارة نفسي  أمريكي من تأليف وإخراج مات وروس دفر ومن بطولة ألكسندر سكارسجارد، أندريا رايزبورو واميلي الين ليند، صدر الفيلم في 15 سبتمبر 2015.

## روابط خارجية
مقالات تستعمل روابط فنية بلا صلة مع ويكي بيانات